# Lyricalz
I Lyricalz sono stati un duo hip hop composto dagli MC Fede (Federico Sarica) e Dafa (Luca Mazzoni).

## Storia del gruppo
I due rapper, originari di Torino, iniziano la loro collaborazione nei primi anni novanta per mezzo di amicizie comuni in occasione di un concerto in cui Fede si esibisce con un collettivo musicale composto assieme ad alcuni suoi amici, Dafa ne diventa immediatamente parte integrante. Il nome del gruppo inizialmente è Lyrical Gang, il duo appena composto inizia a registrare un demo di esordio, diventando successivamente una realtà tangibile del panorama rap torinese.
Nel 1996 il gruppo fa la conoscenza con i Sottotono, già conosciuti a livello nazionale. Dal loro incontro sarebbe nato più tardi il collettivo Area Cronica. I Lyricalz realizzano De Luxe, ma l'album non viene commercializzato. Seguono partecipazioni agli LP Sotto effetto stono dei Sottotono, Cronica di Sab Sista, Foto di gruppo di Bassi Maestro, Anima e corpo degli ATPC, a Lo capisci l'italiano? Vol.1 di DJ Double S ed a diverse compilation del genere.
Nel 1998 il duo torna a curare un progetto indipendente che si trasforma nell'EP La vita del rapper, che riscuote un buon successo a livello underground. I collaboratori che curano la produzione sono Big Fish, Bassi Maestro e Bosca. Dopo una riedizione di De Luxe, nel 1999 i Lyricalz pubblicano Brava gente - Storie di fine secolo a cui collaborano artisti come Tormento dei Sottotono, Sab Sista, Cricca Dei Balordi, la cantante Jasmine, DJ Double S, Left Side.
Lo stesso anno collaborano alla compilation Areacronica.com, a Novecinquanta del DJ e produttore Fritz da Cat, gli anni successivi con Sano Business a Il bel paese e Summer Biz Vol. 2 e 3 e con DJ Double S a Lo capisci l'italiano? Vol. 3.
Nel 2001 Fede pubblica il disco The Album col gruppo Basley Click, composto da lui, Fabri Fibra (allʼepoca ancora poco conosciuto) e il beatmaker Fritz da Cat.
Dal 2000 le collaborazioni sono andate diminuendo sempre più, fino al ritiro di Fede dalla scena hip hop nel 2003, per fare il giornalista.
Nel 2016 Dafa produce come beatmaker tutto l'album Musica per Solitari dell'mc 3DC, album che viene anticipato dal video Sentilo nell'area con il feat. di Esa aka El Presidente. Il disco vede le collaborazioni, oltre che dello stesso Esa, anche di Tormento, Inoki e  Dj Vigor.

## Discografia

### Album in studio
- 1996 – Deluxe
- 1999 – Brava gente - Storie di fine secolo

### EP
- 1998 – La vita del rapper